# Scheldeprijs 2015
Lo Scheldeprijs 2015, centounesima edizione della corsa, valevole come evento dell'UCI Europe Tour 2015 categoria 1.HC, si svolse l'8 aprile 2015 per un percorso di 200 km. La vittoria fu appannaggio del norvegese Alexander Kristoff, che terminò la gara in 4h30'10" alla media di 44,417 km/h, precedendo il belga Edward Theuns e il bielorusso Jaŭhen Hutarovič.
Al traguardo di Schoten furono 171 i ciclisti, dei 190 alla partenza, che portarono a termine la competizione.

## Squadre e corridori partecipanti
| N.      | Cod. | Squadra                     |
| ------- | ---- | --------------------------- |
| 1-8     | TGA  | Team Giant-Alpecin          |
| 11-18   | EQS  | Etixx-Quick Step            |
| 22-28   | LTS  | Lotto-Soudal                |
| 31-37   | ALM  | AG2R La Mondiale            |
| 41-48   | AST  | Astana Pro Team             |
| 51-58   | TCG  | Team Cannondale-Garmin      |
| 61-68   | FDJ  | FDJ                         |
| 71-78   | KAT  | Team Katusha                |
| 81-88   | TLJ  | Team Lotto NL-Jumbo         |
| 91-98   | SKY  | Team Sky                    |
| 101-107 | TCS  | Tinkoff-Saxo                |
| 111-118 | TFR  | Trek Factory Racing         |
| 121-128 | TSV  | Topsport Vlaanderen-Baloise |

| N.      | Cod. | Squadra                           |
| ------- | ---- | --------------------------------- |
| 131-138 | WGG  | Wanty-Groupe Gobert               |
| 141-148 | AND  | Androni Giocattoli-Sidermec       |
| 151-158 | BOA  | Bora-Argon 18                     |
| 161-168 | BSE  | Bretagne-Séché Environnement      |
| 171-177 | COF  | Cofidis                           |
| 181-187 | CLT  | Cult Energy Pro Cycling           |
| 191-198 | MTN  | MTN-Qhubeka                       |
| 202-208 | NIP  | Nippo-Vini Fantini                |
| 211-218 | STH  | Southeast Pro Cycling Team        |
| 221-228 | EUC  | Team Europcar                     |
| 231-238 | ROP  | Roompot Oranje Peloton            |
| 241-248 | UHC  | UnitedHealthcare Pro Cycling Team |

## Ordine d'arrivo (Top 10)
| Pos. | Corridore           | Squadra      | Tempo    |
| ---- | ------------------- | ------------ | -------- |
| 1    | Alexander Kristoff  | Katusha      | 4h30'10" |
| 2    | Edward Theuns       | Topsport Vl. | s.t.     |
| 3    | Jaŭhen Hutarovič    | Bretagne     | s.t.     |
| 4    | Marc Sarreau        | FDJ          | s.t.     |
| 5    | Danny van Poppel    | Sky          | s.t.     |
| 6    | Matteo Trentin      | Etixx        | s.t.     |
| 7    | Nicolas Marini      | Nippo        | s.t.     |
| 8    | Michael Van Staeyen | Cofidis      | s.t.     |
| 9    | Tyler Farrar        | MTN          | s.t.     |
| 10   | Christoph Pfingsten | Bora         | s.t.     |